# Two Embarcadero Center
Il Two Embarcadero Center è un grattacielo ad uso uffici situato nel quartiere Financial District della città statunitense di San Francisco. Fa parte del complesso Embarcadero Center di cui è, con i suoi 126 metri, il terzo edificio più alto insieme alla torre gemella Three Embarcadero Center. È al 2017 il 45º edificio più alto della città.
Il grattacielo, progettato dallo studio John Portman & Associates, venne completato nel 1974.